# ادگار مالاکیان
ادگار شاوارشی مالاکیان (ارمنی: Էդգար Մալաքյան؛ زادهٔ ۲۲ سپتامبر ۱۹۹۰) یک بازیکن فوتبال در پست هافبک اهل ارمنستان است.

## باشگاهی
از باشگاه‌هایی که در آن بازی کرده‌است می‌توان به شیراک، پیونیک، ویکتوریا پلزن، بانانتس، آلاشکرت، استال کامیانسکه، ژتیسو و پترولول پلویشت اشاره کرد.

## تیم ملی
وی همچنین در زیر ۱۹ سال ارمنستان، زیر ۲۱ سال ارمنستان و تیم ملی فوتبال ارمنستان بازی کرده‌است. مالاکیان نخستین بازی ملی خود را که در چهارچوب مرحله مقدماتی جام جهانی فوتبال ۲۰۱۰ بود در تاریخ ۱ اوت ۲۰۰۹ در تالین در مقابل استونی انجام داده‌است.

## افتخارات

### باشگاهی
پیونیک
- لیگ برتر فوتبال ارمنستان (۳): ۲۰۰۸, ۲۰۰۹, ۲۰۱۰
- جام استقلال ارمنستان (۲): جام استقلال ارمنستان (۲۰۰۹), ۲۰۱۰
- سوپر جام فوتبال ارمنستان (۱): ۲۰۱۰
- سوپر جام فوتبال ارمنستان نایب قهرمان (۱): ۲۰۰۹